# Karabina (zbraň)

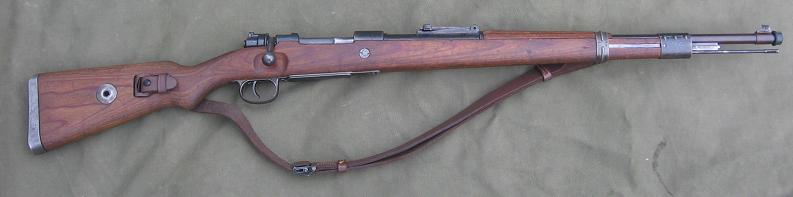
Německá karabina 98k

Karabina je krátká puška nebo zkrácená varianta standardní dlouhé pušky. Oproti klasické pušce má kratší hlaveň, tudíž i nižší úsťovou rychlost a maximální dostřel. Původně byla určena jako výzbroj jízdních jednotek pro svou menší délku, a tedy i lepší ovladatelnost.
V některých zemích byla jako karabina označována zbraň libovolné délky, ale s jednotlivými součástkami upravenými pro pohodlnější používání zbraně u jezdeckých jednotek. Například s bočním umístěním poutek na řemen pro vhodnější nošení zbraně na zádech a ne na rameni jako u pěchoty nebo s ohnutým držadlem závěru kvůli větší kompaktnosti zbraně.

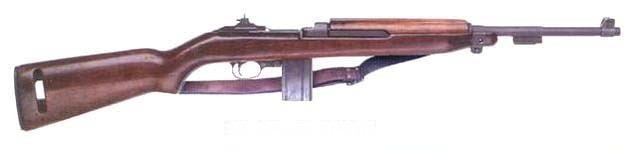
Americká samonabíjecí karabina M1

## Historie
V průběhu zákopových bojů první světové války bylo zjištěno, že používaná pěchotní puška s délkou zbraně kolem 110–120 cm (standardně okolo 150 cm s nasazeným bodákem) je příliš dlouhá a špatně ovladatelná při boji v budovách a obtížném terénu. Proto byly u některých armád karabiny částečně zavedeny i jako výzbroj řadové pěchoty spolu s klasickými dlouhými puškami. Výhody zkrácené zbraně oceňovaly i další druhy vojsk. Tyto zbraně vyhovovaly například potřebám výsadkářů, nebo obsluhám bojové techniky, kterým zbraň v plné velikosti překážela. Vojenské karabiny byly nadále vyvíjeny a používány i v průběhu druhé světové války (např. americká M1 carbine) a například americká armáda dala přednost zkrácené variantě dlouhé zbraně i při vyzbrojování vojáků posílaných do akcí v Afghánistánu a při válce v Iráku.

## Varianty použití pojmu
S klesajícím významem jezdeckých jednotek a využíváním i při výzbroji jiných jednotek došlo k rozšíření použití pojmu karabina.

### Zkrácené modely zbraní
Vývoj ve vojenských zbraních přinesl posun od opakovacích pušek k samonabíjecím a samočinným puškám a dále se namísto pušek začaly používat více útočné pušky, které se liší od pušek tím, že používají střelivo střední balistické ráže. Pojem karabina je používán ve všech těchto kategoriích zbraní a to v případech, ve kterých je vyráběna kratší verze určitého modelu zbraně. Příkladem v kategorii útočných pušek je zbraň v plné velikosti M16A4 a z ní odvozená karabina M4.

### Pušky na pistolové střelivo
Označení karabina používají výrobci zbraní i pro označení krátkých pušek na pistolové náboje. Tyto zbraně mohou být konstruovány jako „zmenšené“ původní pušky určené na klasické puškové náboje. Samočinná dlouhá zbraň na pistolové střelivo je označována jako samopal. Samopaly upravené pro střelbu pouze jednotlivými výstřely (proto v některých státech legálně prodejné) bývají také označovány jako karabiny.

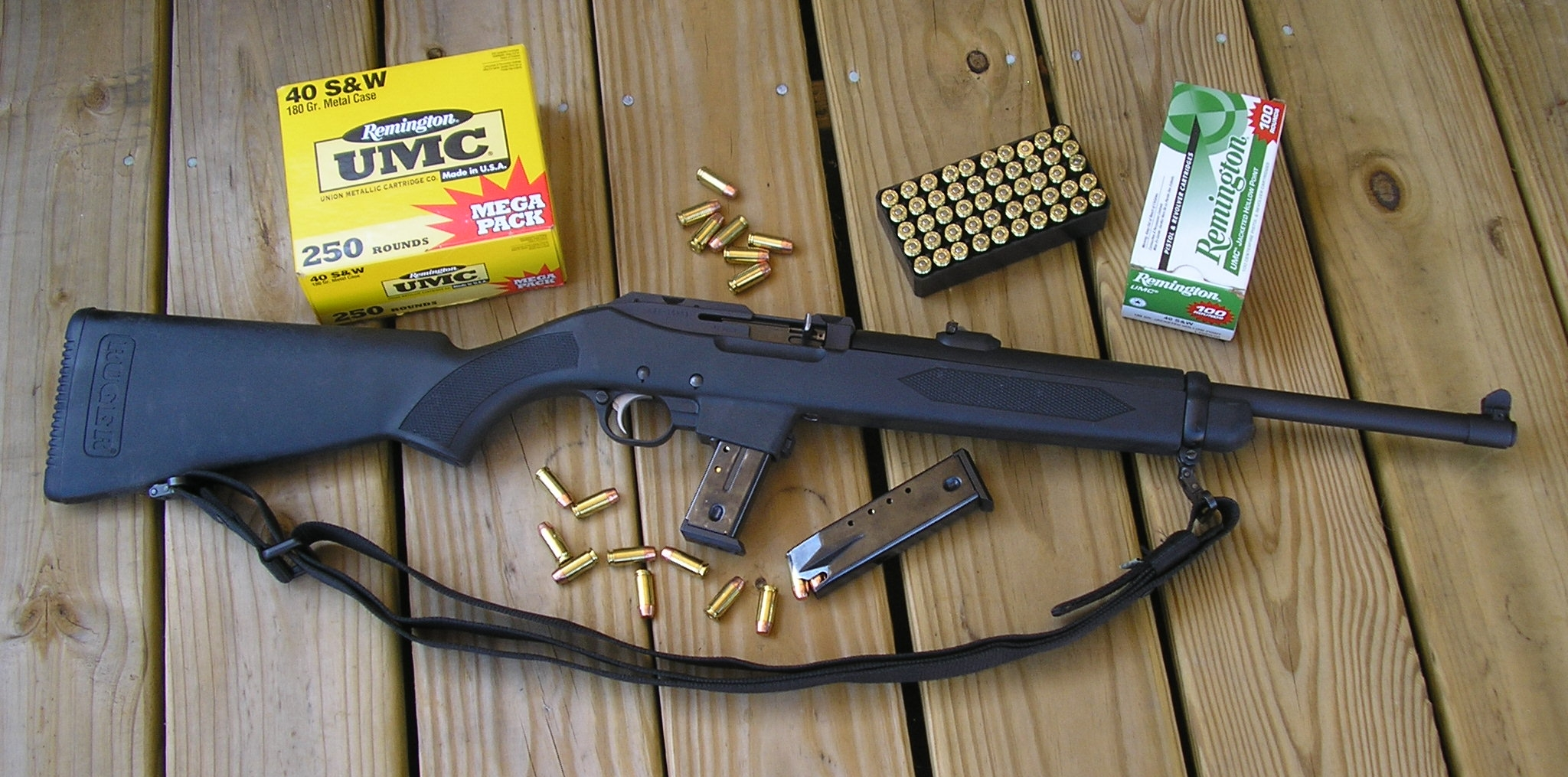
Karabina Ruger PC4 –  „zmenšená“ puška na pistolový náboj .40 S&W
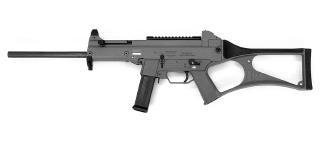
Karabina Heckler & Koch USC – upravený samopal UMP
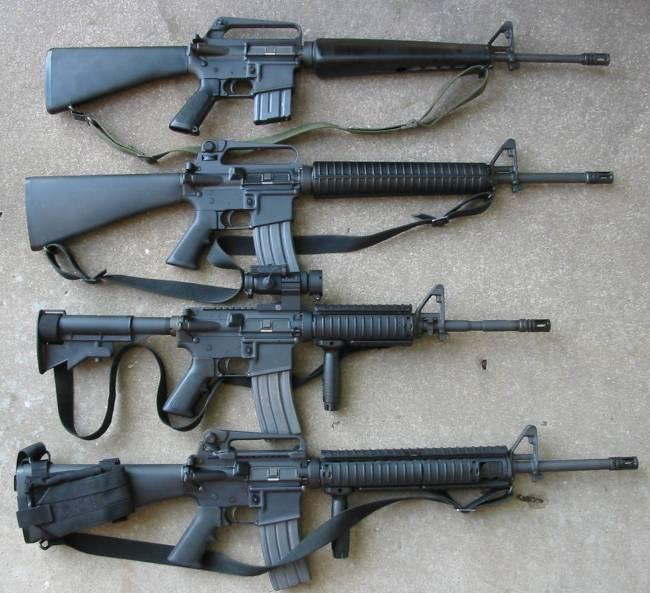
Karabina M4 (třetí shora) – zkrácená útočná puška v porovnání s útočnými puškami M16 různých verzí
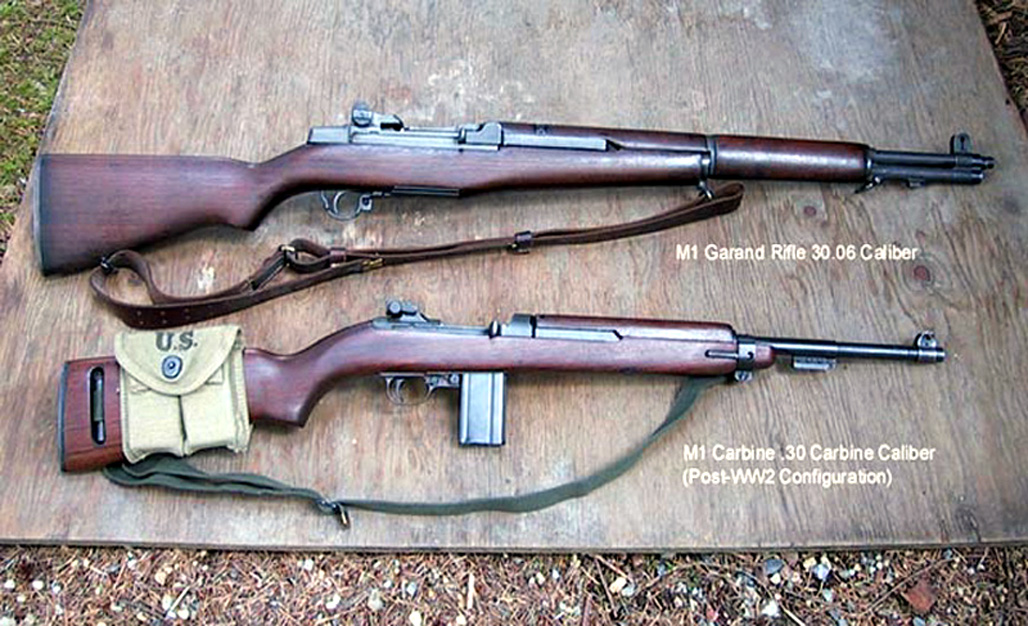
M1 Garand a karabina M1

## Nejznámější karabiny
- německá Karabina 98k vzniklá z pušky Mauser 1898
- rakousko-uherská karabina Mannlicher 1895 vzniklá z pušky Mannlicher 1895
- ruská karabina Mosin 1938 nebo Mosin 1944 vzniklá z pušky Mosin 1891
- americká samonabíjecí karabina M1
- americká M4
- karabina Spencer M1965